# Here I Am (album)
Here I Am Kelly Rowland amerikai énekesnő harmadik stúdióalbuma. 2011. július 28-án jelent meg a Universal Motown Records gondozásában.

## Kislemezek
Az első inkább az európai piacra tervezett dance felvétel Commander feat. David Guetta az album megjelenését megelőzve még 2010-ben jelent meg. Európai rádiók jelentős airplay-t szenteltek a számnak, így több ország sláger listáján top 20-ba került.
Az első amerikai kislemez, a Motivation dal kiadásával Kelly hosszú szünet után ismét az amerikai közönség figyelmének középpontjába került A dal 7 hétig vezette a Billboard R&B listáját, illetve 17. helyet ért el a Billboard Hot 100 összesített listáján.Köszönhetően a szám nagy sikerének, 2012-ben Kelly-t ismét Grammy-díjra jelölték. Az USA-n kívül a felvétel, erős hiphop hangzása miatt nem kapott jelentősebb figyelmet.
Az album még két kevésbé sikeres maxit produkált. Az egyik a europop, dance elemeket tartalmazó Down For Whatever, a híres producer RedOne szerzeménye, az Egyesült Királyságban valamint Írországban Top 10-be került. A másik a "Lay It On Me" című dal, meglehetősen generikus hangzása miatt nem lett az amerikai közönség kedvence, és nem követte elődje a "Motivation" dal korábbi sikerét.

## Háttér
2009-ben Rowland menesztette menedzserét Beyoncé édesapját Matthew Knowlest, mivel új zenei irányzatokkal akart próbálkozni. Az eddig kizárólag R&B/soul műfajban alkotó Rowland, stílust és irányt váltva erre az albumra több euro-pop illetve dance számot írt. Utóbbihoz az alapot David Guettával alkotott nagysikerű dance kollaborációja a When Love Takes Over szolgáltatta.

## Eladás
Az album eddig körülbelül 200.000 példányban kelt el világszerte.

## Az album dalai
|     | Cím                                     | Szerző(k) | Producer(ek)                   | Hossz |
| --- | --------------------------------------- | --- | ------------------------------ | ----- |
| 1.  | I'm Dat Chick                           | Christopher Stewart, Ester Dean, Lamont Neuble                                                                                                  | C. "Tricky" Stewart            | 4:04  |
| 2.  | Work It Man                             | Rodney Jerkins, Priscilla Hamilton, LaShawn Daniels, Kelly Rowland, Darrell Davidson                                                            | Rodney "Darkchild" Jerkins     | 4:10  |
| 3.  | Motivation (featuring Lil Wayne)        | James Scheffer, Richard Butler, Jr., Daniel Morris, Dwayne Carter                                                                               | Jim Jonsin, Rico Love          | 3:50  |
| 4.  | Lay It on Me (featuring Big Sean)       | Sean Anderson, Dean, Chauncey Hollis | Hit-Boy                        | 4:03  |
| 5.  | Feelin' Me Right Now                    | Love, Earl Hood, Eric Goudy II | Rico Love, Earl & E            | 3:57  |
| 6.  | Turn It Up                              | Jerkins, Hamilton, Thomas Lumpkins, John Conte, Jr.                                                                                             | Rodney "Darkchild" Jerkins     | 3:36  |
| 7.  | All of the Night (featuring Rico Love)  | Luther Campbell, David Hobbs, Mark Ross, Christopher Wongwon, Butler, Jr., Jermaine Jackson, Andrew Harr, David Anderson II, Jon-David Anderson | The Runners, Rico Love         | 3:51  |
| 8.  | Keep It Between Us                      | J. J-Doe Smith, Joseph Bereal, Amber Streeter, Rowland, Christopher Umana                                                                       | Christopher "C4" Umana         | 4:10  |
| 9.  | Commander (featuring David Guetta)      | Rowland, David Guetta, Sandy Wilhelm, & Butler, Jr.                                                                                             | David Guetta, Sandy Vee        | 3:39  |
| 10. | Down for Whatever (featuring The WAV.s) | Nadir Khayat, Teddy Sky, Jimmy Joker, Bilal Hajji                                                                                               | RedOne, Jimmy Joker, The WAV's | 3:55  |

| 11. | Heaven & Earth                                      | Shaffer Smith, Mikkel S. Eriksen, Tor. E Hermansen              | StarGate, Ne-Yo (co-production) | 3:37 |
| 12. | Each Other                                          | Karriem Mack; Shaun Owens, Nigel Talley; Maurice Wade           | StarGate, Ne-Yo (co-production) | 3:48 |
| 13. | Motivation (Rebel Rock Remix) (featuring Lil Wayne) | Butler, Jr.; Carter; Scheffer; Morris                           | Jim Jonsin, Rico Love           | 3:41 |
| 14. | Commander (Urban Remix) (featuring Nelly)           | Butler, Jr.; Earl Hood; Eric Goudy II; Rowland; Guetta; Wilhelm | Earl & E                        | 4:09 |

## Slágerlistás helyezések
| Slágerlista (2011)             | Legjobb helyezés |
| ------------------------------ | ---------------- |
| Ausztrál ARIA albumslágerlista | 61               |
| Brit albumslágerlista          | 43               |
| Kanadai albumslágerlista       | 45               |
| Svájci albumslágerlista        | 69               |
| Ír albumslágerlista            | 87               |
| USA Billboard 200              | 3                |
| USA Billboard R&b              | 1                |

## Fordítás
Ez a szócikk részben vagy egészben  a   Here I Am (Kelly Rowland album) című angol Wikipédia-szócikk fordításán alapul.  Az eredeti cikk szerkesztőit annak laptörténete sorolja fel. Ez a jelzés csupán a megfogalmazás eredetét és a szerzői jogokat jelzi, nem szolgál a cikkben szereplő információk forrásmegjelöléseként.